# Casa Santa Pau
La Casa Santa Pau és una obra amb elements gòtics i renaixentistes d'Arnes (Terra Alta) inclosa a l'Inventari del Patrimoni Arquitectònic de Catalunya.

## Descripció
Estem davant d'un dels edificis més destacables d'Arnes, amb un estat de conservació molt bo, per restauració recent. Típica casa palau amb pati interior que té arcades apuntades, un escala de dos trams i barana de fusta treballada. L'exterior fa una angle amb dos carrers, dues portes, una de mig punt adovellada i l'altra actual. Tot l'edifici és de carreu amb balcons no tots originals, mènsules, contorn de finestres emblanquinat. La golfa al pis superior, que té obertures molt petites, finalment té un aleró amb motllures i gàrgoles.

## Història
Sobre l'arc de la porta hi ha un escut amb la data 1589.